# Great House
The  Great House è una casa di campagna e fattoria storica nel villaggio e parrocchia civile di Kington Langley nella contea del Wiltshire nel Sud Ovest dell'Inghilterra, Regno Unito. L'edificio risale al XVII secolo e l'English Heritage lo considera un monumento classificato di seconda categoria per il suo particolare interesse storico e architettonico.

## Storia

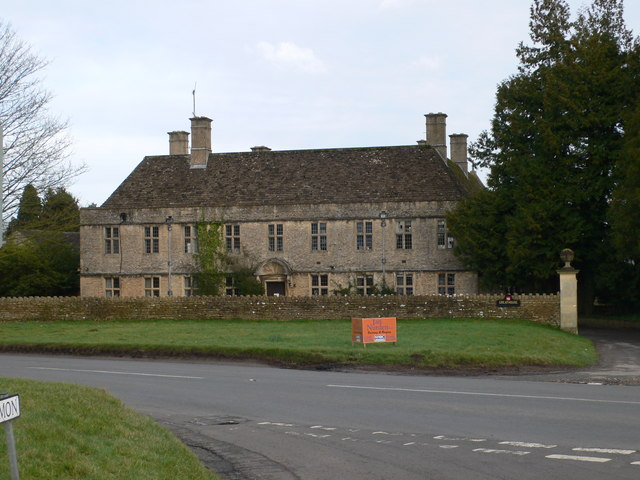
The Great House

La dimora storica venne edificata intorno al 1690 per volontà di William Coleman che morì un solo anno dopo. A cavallo tra i secoli XVIII e XIX la residenza fu affittata a Isaac Salter e a suo figlio Simon Salter che la utilizzarono come fabbrica di abbigliamento specializzata in articoli di lana. In seguito la famiglia si trasferì nella vecchia Burton Hill House, vicino a Malmesbury dove e continuò l'attività in un altro sito. A quel punto la struttura divenne una fattoria, affittata dallla famiglia Anstey. Fu oggetto di restauri e ampliamenti tra il 1907 e il 1913 voluti dal nuovo proprietario, Charles Garnett, un agente di cambio londinese, che ne affidò i lavori a Douglas Stewart di Londra. La tenuta di Great House fu venduta nel 1957 e nel 1972 si tenne un'asta di oggetti e mobili che vi erano contenuti per conto di Leonard Cheshire che ne utilizzò i locali fino al 2018. Negli anni successivi è diventata proprietà della Leonard Cheshire Foundation.

## Descrizione
L'English Heritage ha inserito dal 20 dicembre 1960 Great House a Kington Langley tra gli edifici storici come monumento classificato di seconda categoria col numero 1022321.

### Esterni
Great House si trova a est dell'abitato del villaggio di Kington Langley nella contea del Wiltshire nel Sud Ovest dell'Inghilterra, Regno Unito. Si tratta di una casa di campagna di fine XVII secolo, ampliata nel 1910 che si presenta su due piani con copertura a mansarda con tetti in ardesia. Costruita in pietrame con alte colonne in pietra. La facciata ovest è elegante, con nove finestre e conci a filo, due gocciolatoi, parapetto e tetto a padiglione con comignolo a sinistra. Le finestre sono a croce in pietra con modanature ovali e vetri piombati. La porta centrale ha la cornice a modanatura a voluta e una pregevole calotta a conchiglia su mensole a voluta. La porta è una copia del 1910 circa della porta originale sul lato sud. Il lato sud presenta due comignoli a colmo, una fila di due finestre a sinistra del portico, una fila di una finestra a destra e poi una lunga aggiunta del 1910 circa con due ampie campate. Il timpano est è del 1910 circa. Il portico è in pietra, con timpano, tetto a spiovente in ardesia e cimasa modanata. L'ingresso è ampio con modanatura a voluta e cornice modanata. Sulla faccia è presente una meridiana con cornice a timpano. I lati presentano aperture modanate con balaustre tornite. Il fronte est è interamente dell'inizio del XX secolo con iscrizione centrale che ricorda i lavori realizzati da Garnett Esq. La facciata posteriore mostra una pianta a forma di E con tre timpani, con le ali più avanzate rispetto al centro, i timpani con cimase e cimase. Le finestre sono a montanti e traversi, il vano centrale ospita la porta a pilastri e la finestra a croce con timpano segmentato sopra, in stile tardo XVII secolo ben dettagliato. Vi sono due camini di colmo. Il timpano dell'ala di servizio è più semplice e sporge a destra del fronte principale. Il lato nord presenta una serie di sette finestre simile al fronte ovest con finestre a croce, un'ottava campata è stata aggiunta a sinistra intorno al 1910. L'ala di servizio corre parallela all'estremità sinistra.

### Interni
All'interno è di interesse una bella sala con pannelli a campitura e cornice a dentelli, la porta e i camino barocchi, in stile inizio XVIII secolo, sul lato sud poi suddivisa nell'ingresso. L'ingresso sul fronte ovest presenta
pannellature, un fregio in gesso e altre decorazioni in gesso su travi e soffitto oltre a un camino in pietra modanata a testa quadrata. Tutto è in stile fine XVII secolo ma gli stucchi risalgono probabilmente all'inizio del XX secolo. La scala è di inizio XX secolo. La sala al piano superiore a sud-ovest presenta un camino angolare con modanatura a voluta e mensola.